# Zheng Xhao

## Biografía
Zheng Xhao es un luchador nacido el (12 de marzo de 1981) que hizo varias apariciones en Asistencia Asesoría y Administración  (AAA) bajo el nombre Zhen Xhao.

## En lucha
- Movimientos finales
  - Paydirt (Snapmare, a veces - 2012